# Старе Паскі
Старе Паський (пол. Stare Paski) — село в Польщі, у гміні Тересін Сохачевського повіту Мазовецького воєводства.
Населення — 128 осіб (2011).
У 1975-1998 роках село належало до Скерневицького воєводства.

## Демографія
Демографічна структура станом на 31 березня 2011 року:
|          | Загалом | Допрацездатний вік | Працездатний вік | Постпрацездатний вік |
| -------- | ------- | ------------------ | ---------------- | -------------------- |
| Чоловіки | 65      | 15                 | 41               | 9                    |
| Жінки    | 63      | 16                 | 33               | 14                   |
| Разом    | 128     | 31                 | 74               | 23                   |